# Якуб Куздра
Якуб Куздра (нар. 22 квітня 1994, Тарнів, Польща) — польський футболіст, півзахисник футбольної команди «П'яст» із міста Гливиці.
1 липня 2011 року уклав угоду з командою та приєднався до основного складу.